# میدان اتاریم

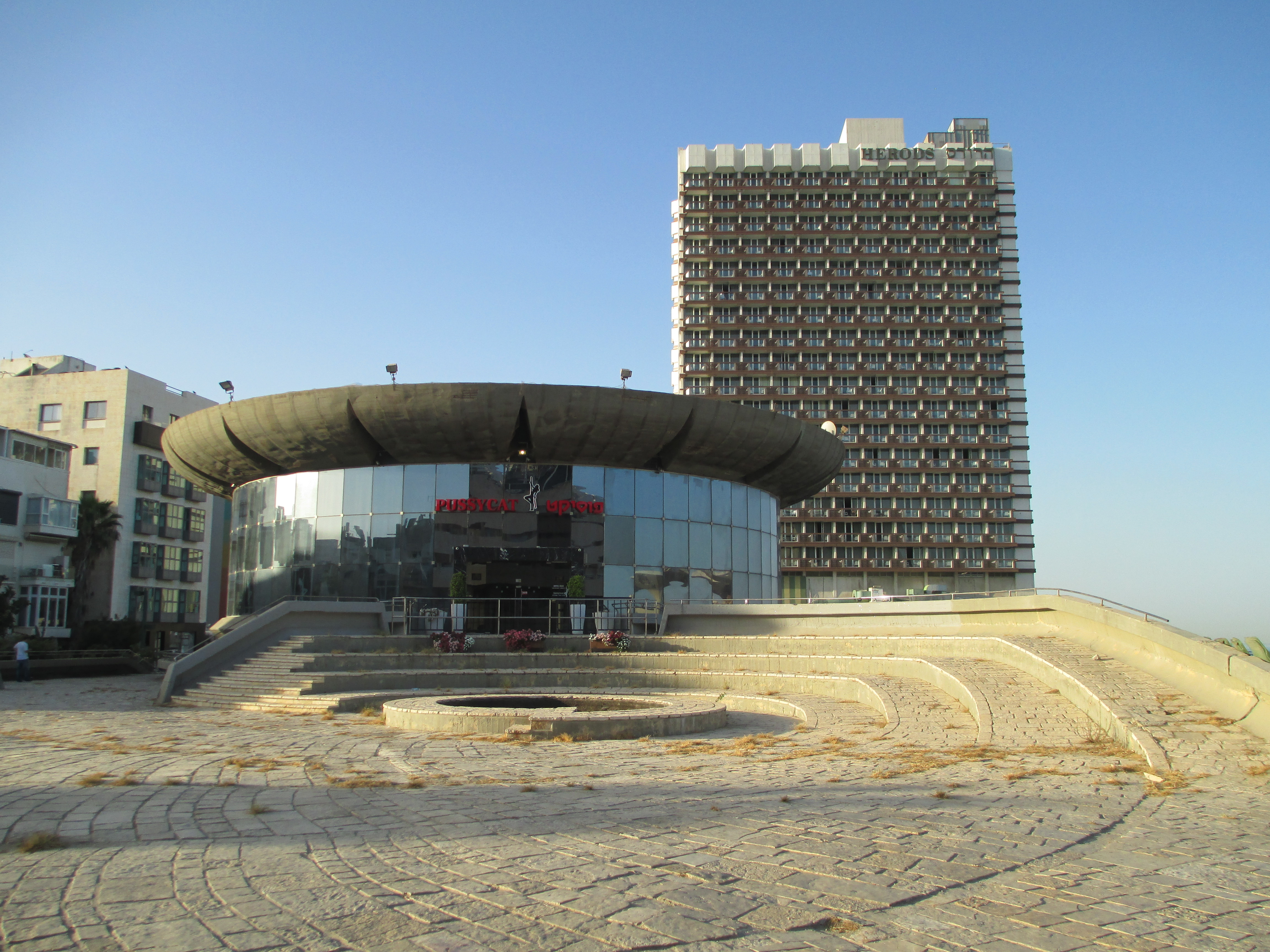
کلوپ پوسی‌کت در میدان اتاریم

میدان اتاریم (به انگلیسی: Atarim Square) (به عبری: כיכר אתרים) میدانگاهی تفریحی در شهر تل‌آویو اسرائیل در امتداد خیابان الیعذار پغه و ساحل تفریحی تل‌آویو قرار دارد. این میدان در ابتدا میدان به نام مردخای نامیر نام‌گذاری شده بود ولی بعدها به درخواست بیوه او نام میدان نامیر به اتاریم تغییر کرد.

## پیشینه
قبل از استقلال اسرائیل این مکان محلی برای پناهجویان یهودی در شورش یافا ۱۹۲۱ بود. در دهه ۵۰ میلادی این منطقه توسط شهرداری تل‌آویو تخلیه شد و تبدیل به مکانی برای ساخت هتل‌های بلندمرتبه در اسرائیل تبدیل شد. تصمیم گرفته شد یک مجموعه تفریحی میان ساحل و هتل‌ها بر روی خیابان العذار پغه ساخته شود. طراحی مرکز به دکتر یاکوو ریجده سپرده شد.  این میدان در ژوئن ۱۹۷۵ به بهره‌برداری رسید همان‌طور برنامه‌ریزی شده بود بزرگراه مسقف شد و بر روی بناهای مانند آمفی‌تئاتر، مرکز خرید، باشگاه برهنگی کولوسئوم (بعدها پوسی‌کت نامیده شد ) ساخته شد.